# Miconia caerulea
Miconia caerulea là một loài thực vật có hoa trong họ Mua. Loài này được (Pav. ex D. Don) Naudin mô tả khoa học đầu tiên năm 1851.